# Mr.ホームズ 名探偵最後の事件
『Mr.ホームズ 名探偵最後の事件』（ミスター・ホームズ めいたんていさいごのじけん、原題: Mr. Holmes）は、イギリスとアメリカ合衆国で製作された2015年のミステリ映画である。監督はビル・コンドン、主演はイアン・マッケランが務める。原作はミッチ・カリンの小説『ミスター・ホームズ 名探偵最後の事件』（2005年出版）。

## あらすじ
1947年、現役を引退していた私立探偵のシャーロック・ホームズ（93歳）は、家政婦のマンロー夫人と彼女の息子であるロジャーと共にサセックスの農場で、ミツバチの世話をして暮らしていた。世間では助手だったワトスンが執筆した小説に基く「名探偵ホームズ」の虚像が浸透していた。その数年前、ホームズは兄マイクロフトの遺品からワトスンが書いた小説を見付け、それをきっかけに自身を引退に追い込んだアン・ケルモット夫人の事件を描いた映画を鑑賞するが、実際の結末とは異なった描かれ方をしていたことに気付き、事件の真実を伝えるために手記を出版することを決意する。しかし、老齢のホームズは既に痴呆が進んでおり、記憶が曖昧になり過去を思い出すことが難しくなっていた。ホームズは自身のファンである梅崎の求めに応じて日本の広島を訪れ、記憶力の維持に効くサンショウを受け取る。その際、梅崎に「外交官だった父はあなたの忠告を受け、生涯日本に戻らなかった」と責められるが、ホームズは梅崎の父に関する記憶を思い出すことが出来なかった。
帰国したホームズは手記の執筆に専念するが、事件の核心を思い出せずに焦りを感じていた。ホームズはロジャーの洞察力に刺激を受け少しずつ記憶を思い出していくが、ある日、ロジャーの名前を忘れてしまう。前日にロジャーの名前をシャツの袖にメモしていたため思い出すことが出来たが、記憶の限界が近付いていることを自覚したホームズは薬草を皮下注射して記憶を維持しようと試みるが、薬草を調合している最中に倒れてしまう。ホームズは意識を取り戻すが、安静にするように言われてしまう。数日後、ロジャーから「ミツバチが大量死している」と聞かされたホームズは調査に乗り出すが、その際に書斎にあるワトスンの書棚からアン夫人の手袋をロジャーが見付ける。記憶を取り戻していったホームズは再び手記の執筆を始め、事件の真相を書き終える。
30年前、ワトスンと別れ一人になったホームズの元にトーマス・ケルモットが訪れ、彼の妻アンについて依頼を受ける。アンは二度流産したため塞ぎ込んでしまいアルモニカのレッスンを受けるようになるが、その教師マダム・シルマーとの間に不穏な行動が見られるという。トーマスは黒魔術を用いて死んだ子供と会話しているのではないかと疑っており、ホームズは依頼を引き受ける。アンを尾行したホームズは、彼女が自殺しようとしているのを知り止めようとする。子供を失い孤独に苛まれていたアンは「孤独を共有出来ないかしら」と尋ね、ホームズは「愛する人の元に帰りなさい」と告げる。アンは毒薬を捨てホームズの元を去るが、彼女はその後列車に飛び込み自殺する。真相を知っても孤独を救えないことを知ったホームズはショックを受け、そのまま探偵を引退してしまう。塞ぎ込んだホームズを心配したハドスン夫人はワトスンに助けを求め、ホームズから話を聞いた彼は結末を変えた小説を執筆し、アンの手袋を書棚に隠す。
手記を書き終えたホームズは、ロジャーに読んでもらおうとするが、彼はハチに刺されて意識を失っていた。ロジャーは病院に搬送され、取り乱したマンロー夫人はミツバチを燃やそうとするが、ホームズはスズメバチの仕業だと気付き、家の側にスズメバチの巣を見付け彼女と共に巣を燃やす。翌日、病院に向かったホームズはマンロー夫人に「これからも一緒にいて欲しい」と伝える。ホームズは怪我の治ったロジャーと三人で再び暮らし始め、同時に梅崎の父のことも思い出す。ホームズは梅崎に手紙を書き、「父親はマイクロフトの元に"イギリスのために働きたい"と相談を持ち掛け、私は"故郷の妻子に別れの手紙を書くように"と伝えた」と記した。岬に佇むホームズは広島で見た日本人に倣い、ワトスン、ハドスン夫人、マイクロフト、ケルモット夫妻、梅崎夫妻に見立てた石を置き、彼らに祈りを捧げる。

## キャスト
※括弧内は日本語吹替
- シャーロック・ホームズ - イアン・マッケラン（坂部文昭）
- マンロー夫人 - ローラ・リニー（棟方真梨子）
- ロジャー・マンロー - マイロ・パーカー（英語版）（小平有希）
- 梅崎タミキ - 真田広之（内田夕夜）
- アン・ケルモット - ハティ・モラハン（英語版）（北西純子）
- トーマス・ケルモット - パトリック・ケネディ（英語版）（中村章吾）
- バリー医師 - ロジャー・アラム（英語版）
- ギルバート警部補 - フィル・デイヴィス（英語版）
- マダム・シルマー - フランシス・デ・ラ・トゥーア
- ジョン・H・ワトスン - コリン・スターキー
- シャーロック・ホームズ役の俳優 - ニコラス・ロウ（英語版）
- マダム・シルマー役の女優 - フランシス・バーバー
- マイクロフト・ホームズ - ジョン・セッションズ（英語版）
- ハドスン夫人 - サラ・クローデン

## 製作
2013年9月5日、ミッチ・カリンの小説『ミスター・ホームズ 名探偵最後の事件』が、ビル・コンドンを監督に、イアン・マッケランを主演に迎えて映画化されると報道された。2014年5月7日には、ローラ・リニーとハティ・モラハンの出演が決まり、同年7月9日には真田広之の出演が決まった。
年老いたホームズを演じるにあたって、マッケランは100歳で亡くなった義理の母親の姿を参考にした。
2014年9月3日、ミラマックスが本作をアメリカで配給する権利を獲得したと報道された。

### 撮影
2014年7月5日、主要撮影がイギリスで始まった。9日、イアン・マッケランがホームズを演じる自らの姿を自身のTwitter、Facebookで公開した。なお、本作の撮影はロンドンやイングランド南部を中心に7週間にわたって行われた。

### ポスト・プロダクション
2014年7月14日、カーター・バーウェルが本作の楽曲を作曲することが決まった。

## 評価
レビュー・アグリゲーターのRotten Tomatoesでは188件のレビューで支持率は88%、平均点は7.10/10となった。Metacriticでは35件のレビューを基に加重平均値が67/100となった。

## ノミネート
| 映画賞                               | 部門       | 対象                         | 結果       |
| ------------------------------------ | ---------- | ---------------------------- | ---------- |
| 第18回英国インディペンデント映画賞   | 有望新人賞 | マイロ・パーカー             | ノミネート |
| インディアナ映画ジャーナリスト協会賞 | 作品賞     | Mr.ホームズ 名探偵最後の事件 | ノミネート |
| インディアナ映画ジャーナリスト協会賞 | 助演女優賞 | ローラ・リニー               | ノミネート |
| インディアナ映画ジャーナリスト協会賞 | 主演男優賞 | イアン・マッケラン           | ノミネート |
| サンフランシスコ映画批評家協会賞     | 主演男優賞 | イアン・マッケラン           | ノミネート |
| サターン賞                           | 作品賞     | Mr.ホームズ 名探偵最後の事件 | ノミネート |
| サターン賞                           | 若手俳優賞 | マイロ・パーカー             | ノミネート |
| セントルイス映画批評家協会賞         | 主演男優賞 | イアン・マッケラン           | 次点       |
| 第19回オンライン映画批評家協会賞     | 主演男優賞 | イアン・マッケラン           | ノミネート |
| シドニー映画祭                       | 観客賞     | ビル・コンドン               | ノミネート |